# 海椰子
海椰子（学名：Lodoicea maldivica），又名海底椰、白玉丹、白律丹、綠巨人，是塞舌爾普拉蘭島及屈里厄斯島的一種特有棕櫚。以擁有植物界最大種子著稱。過去在不明此一奇特種子原出處時，由於是出現在印度洋以及馬爾地夫、印度與斯里蘭卡海灘上，所以有「馬爾地夫椰子」或「海椰子」之稱。「海底椰」一名則更具傳奇性，當時人們想像此漂流於海上的核果應是來自於海底植物，成熟脫落後漂浮至海面。
海椰子樹高可達30公尺。葉長約4-7公尺、寬約2-4公尺。雌雄異株。雄花似男子生殖器，長約1公尺。果實似女子骨盆，成熟時直徑40-50公分，一般重約15至30公斤。 

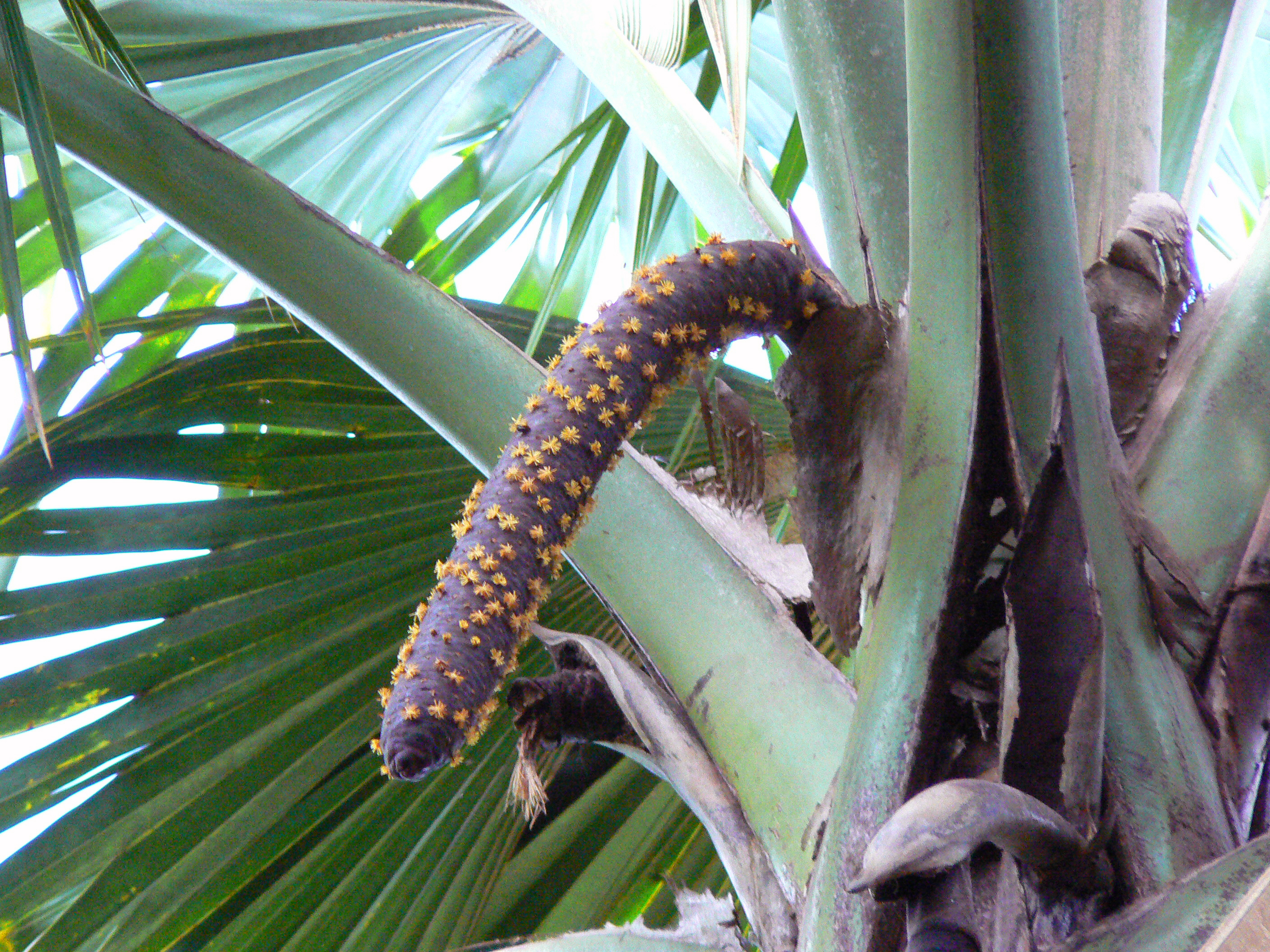
雄花

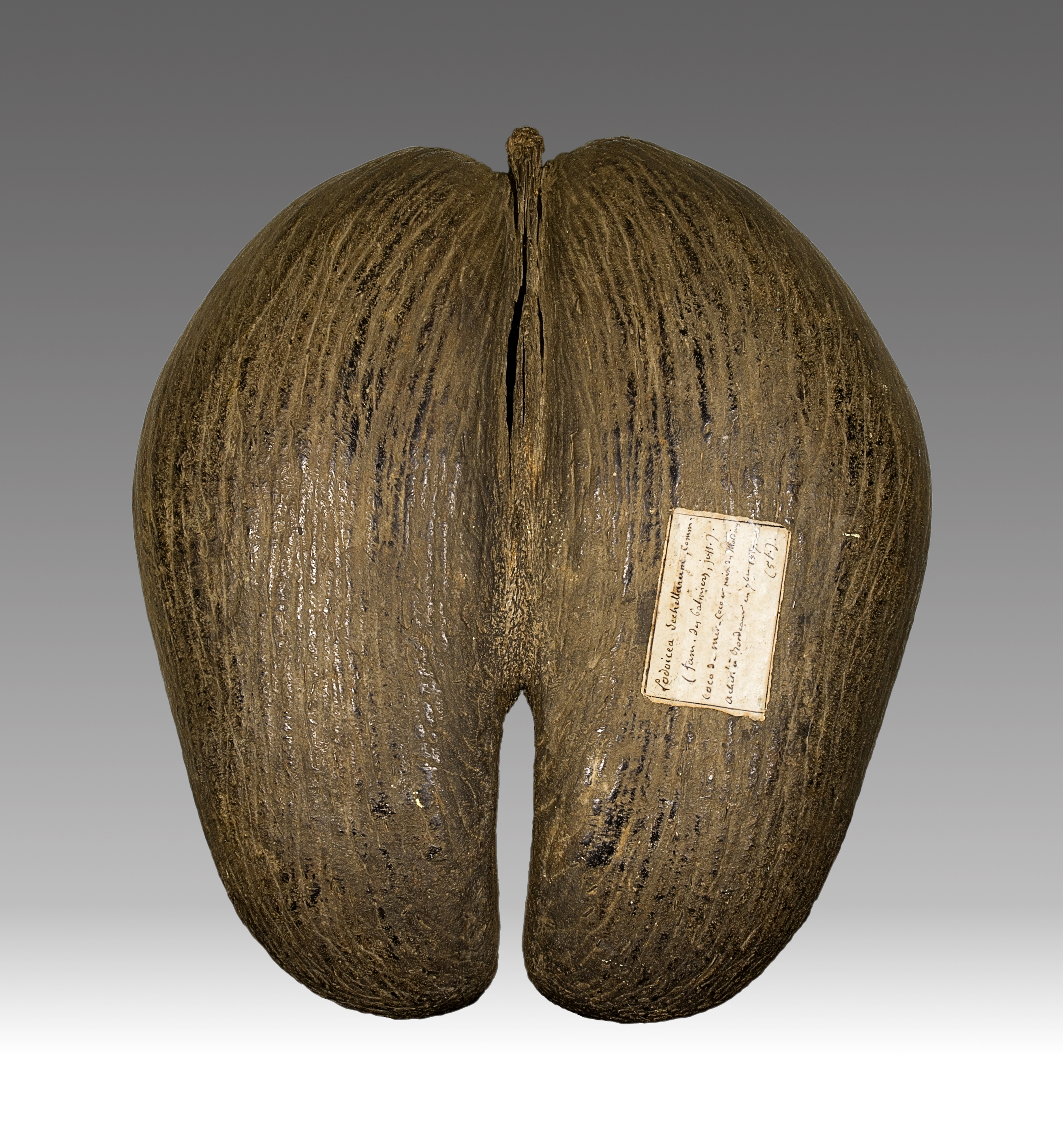
果實

海椰子的種子發芽需時二至三年。之後25至40年才會開花結果。至於果實常需7至10年甚至更久才會成熟。樹齡可達一百二十年。
栽培海椰子需將其置於土壤表面，放置時正面朝上，不容顛倒，也不能覆蓋任何有機肥料。環境濕度需85-90％之間，溫度攝氏24度之上。
俗称“泰国海底椰”的并非本种，而是同科糖棕属的糖棕（Borassus flabellifer）。

## 外部連結
- 海底椰 Hai Di Ye （页面存档备份，存于） 中藥標本數據庫 (香港浸會大學中醫藥學院) （繁體中文）（英文）